# Andromeda (Elodie)
Andromeda è un singolo della cantante italiana Elodie, pubblicato il 5 febbraio 2020 come settimo estratto dal terzo album in studio This Is Elodie.
Il brano è stato presentato Festival di Sanremo 2020, segnando la seconda partecipazione dell'artista alla kermesse dopo l'edizione del 2017, classificandosi settimo nella serata conclusiva.

## Descrizione
Il brano è stato scritto da Mahmood e musicato e prodotto da Dardust. Nel testo Elodie parla di una relazione con un uomo più grande di lei, ma ancora incapace di intraprendere una storia seria. Il titolo fa inoltre riferimento all'omonima costellazione, strettamente collegata alla mitologia greca.

## Promozione
Andromeda, insieme agli altri brani che hanno partecipato al Festival di Sanremo 2020, è stata annunciata il 6 gennaio 2020 durante una puntata speciale dei Soliti ignoti. Il 9 aprile 2020 è stato pubblicato una nuova versione del singolo contenente due remix della canzone in collaborazione con la cantante Madame e i produttori Merk & Kremont.

## Accoglienza
Optimagazine ha definito il ritornello del brano «squisitamente orecchiabile», lodandone la produzione. Billboard Italia l'ha descritto come «uno dei brani più moderni e strutturalmente complessi» del Festival di Sanremo 2020; Stessa opinione è stata espressa da Andrea Conti per Il Fatto Quotidiano.
Francesco Raiola di Fanpage.it ha indicato che Andromeda «si poggia su piano e synth ed esplode nel bridge rappato per poi diventare elettropop» definendolo nel complesso «un pezzo mahmoodiano, con l'ottima produzione pop di Dardust», interpretato con energia dalla cantante. Anche Newsic.it è rimasto colpito dalla costruzione musicale del brano, ritenendola «fra le più interessanti» composto da «un bridge spiazzante e un ritornello potente, ritmiche quasi tribali ed elettronica». Viene riportato inoltre che il testo «veste perfettamente» Elodie, trovando tuttavia che il ritmo «dance, cassa in quarti e drop da paura. Va forte fino al primo ritornello ma perde interesse dal secondo».

## Video musicale
Il video, diretto da Attilio Cusani, è stato reso disponibile il 5 febbraio 2020 attraverso il canale YouTube della cantante.

## Tracce
Download digitale
1. Andromeda – 3:21

Download digitale – remix
1. Andromeda (con Madame) (Remix) – 3:30
2. Andromeda (Merk & Kremont x BB Team Remix) – 2:57

## Classifiche

### Classifiche settimanali
| Classifica (2020) | Posizione massima |
| ----------------- | ----------------- |
| Italia            | 6                 |

### Classifiche di fine anno
| Classifica (2020) | Posizione |
| ----------------- | --------- |
| Italia            | 82        |